# Карчемский, Моисей Юрьевич
Моисей Юрьевич Карчемский (19 июня 1905, Брагин Минской губернии — 6 декабря 1982, Днепропетровск) — специалист в области строительства.

## Биография
Закончил Днепропетровский инженерно-строительный институт (1931), где в 1938—1941 и 1944—1982 работал : в 1938-41 и 1944-53 — директор, 1953-60-доцент кафедры технологии строительства, 1960-76-доцент кафедры железобетонных и каменных конструкций, 1976-82 — сотрудник научно-исследовательского сектора.
В 1941-43 — директор эвакуированного в Новосибирск Московского строительного института.

### Научные работы
- «Железобетонные плиты, предварительно напряженные в двух направлениях» (К., 1958).